# 地域限定販売されているたばこの銘柄一覧
地域限定販売されているたばこの銘柄とは、主として日本たばこ産業（JT）から日本の一部の都道府県に限定して販売されているたばこ銘柄の一覧である。

## 地域限定で販売されている製品
詳細については各銘柄のページを参照されたい。

## 地域限定で販売されていた製品
詳細については各銘柄のページを参照されたい。
1. ↑  2005年8月に製品不良が発生。1年間は「販売休止中」と書かれていたが、その後再び生産されることはなかった。
2. 1 2 3  東京都・神奈川県・埼玉県・千葉県・福岡県
3. ↑  静岡県・島根県・広島県・山口県・福岡県・佐賀県・長崎県・熊本県・大分県・宮崎県・鹿児島県
4. ↑  鳥取県・岡山県・徳島県・香川県・愛媛県・高知県
5. ↑  熊本県・大分県・鳥取県・岡山県・徳島県・香川県・愛媛県・高知県

## 地域限定から全国拡販された製品
※全国拡販されたのち、販売終了となったものも含む。
- マイルドセブン・スーパーライト・100's・ボックス
- マイルドセブン・ワン・メンソール・ボックス　　（その後：マイルドセブン・アクア・メンソール・ワン・ボックス）
- マイルドセブン・プライム・スーパーライト・ボックス
- セブンスター・ライト・ボックス
- セブンスター・メンソール・ボックス
- セブンスター・ライト・メンソール
- セブンスター・メンソール・ライト・ボックス　　（現：セブンスター・ライト・メンソール・ボックス）
- セブンスター・レボ・スーパーライト・ボックス
- セブンスター・レボ・ライト・メンソール・ボックス
- セブンスター・レボ・ウルトラライト・メンソール・ボックス
- キャスター・スーパーマイルド
- キャスター・クールバニラ・メンソール・ボックス
- キャビン・ワン・テイスティ・100's・ボックス（キャビン・ワンから名称変更し喫味を調整）
- キャビン・マイルド・メンソール・ボックス
- キャメル・メンソール・ボックス
- フロンティア・ライト・100's・ボックス
- ハイライト・メンソール
- ピアニッシモ・ペシェ・メンソール・ワン
- ピース・アロマ・メンソール・ボックス
- ピース・インフィニティ
- ホープ・メンソール
- ホープ・スーパーライト
- アイシーン・スーパークーリング・メンソール
- ルーシア・シトラスフレッシュ・メンソール
- ルーシア・シトラスフレッシュ・メンソール・ワン